# Chapadão do Lageado
Chapadão do Lageado är en kommun i Brasilien.   Den ligger i delstaten Santa Catarina, i den södra delen av landet, 1 300 km söder om huvudstaden Brasília. Antalet invånare är 2 764. Arean är 124 kvadratkilometer.
Terrängen i Chapadão do Lageado är kuperad.
I omgivningarna runt Chapadão do Lageado växer i huvudsak städsegrön lövskog. Runt Chapadão do Lageado är det glesbefolkat, med 9 invånare per kvadratkilometer.